# Алькасар в Сеговии
Алька́сар в Сего́вии — дворец и крепость испанских королей в исторической части города Сеговия (провинция Кастилия и Леон, Испания). Расположен на скале, находящейся на месте слияния рек Эресма и Кламорес, близ гор Гуадаррама (часть Центральной Кордильеры). Это положение на скале делает его одним из самых красивых и узнаваемых дворцов Испании. Алькасар изначально строился как крепость, но успел побывать королевским дворцом, государственной тюрьмой, королевской артиллерийской академией.

## История крепости
Алькасар Сеговии, как и другие Алькасары, возник как арабская крепость. Хотя первое упоминание о Алькасаре датируется 1120 годом (к тому времени прошло уже 32 года, как католики изгнали мавров из Сеговии), археологические раскопки, проведенные в конце XX века указывают, что на месте Алькасара существовало военное укрепление ещё в древнеримские времена. Эта версия подтверждается существованием другой важной достопримечательности города, построенной ещё римлянами — акведуком Сеговии. Первоначальное название замка неизвестно, в документе 1122 года он именуется просто «крепость на холме у Эресмы». Но уже в 1155 году, он уже упоминается как Алькасар. От этого периода сохранилась галерея на северной стороне и Большой зал, к которому с двух сторон примыкают королевские покои, оформленные в испано-мавританском духе.
Как выглядел Алькасар до времен правления короля Альфонсо VIII неизвестно, но исторические документы говорят о том, что на этом месте была маленькая деревянная крепость. Альфонсо VIII и его жена Элеонора Английская сделали эту крепость своей официально резиденцией. После этого на месте деревянной крепости началось строительство каменного замка.
Алькасар в Сеговии в Средние века служил одной из любимых резиденций королей Кастилии и ключевой оборонительной крепостью королевства. В 1474 году Алькасар в Сеговии сыграл важную роль в воцарении Изабеллы I Католической и дальнейшей истории Испании. 12 декабря новость о смерти короля Энрике IV достигла Сеговии и Изабелла немедленно укрылась за стенами крепости. Получив поддержку от городского правительства она немедленно короновалась королевой Кастилии и Леона в церкви Св. Архангела Михаила на главной площади города.
Филипп II венчался здесь со своей четвертой супругой Анной Австрийской. В это время здание Алькасара было перестроено. Филлип II приказал покрыть крепостные башни замка коническими кровлями из графитного сланца. Алькасар стал похожим на замки Центральной Европы. Но вскоре королевский двор переехал в Мадрид и Алькасар Сеговии на два века стал государственной тюрьмой. Лишь в 1762 году король Карл III основал в здании Алькасара Королевскую Артиллерийскую школу. Почти 100 лет она существовала в Алькасаре, пока в 1862 году в здании не произошёл большой пожар, с обрушением крыши и интерьеров. Реставрация Алькасара началась в 1882 году и, когда к 1896 году строительные работы были завершены, король Альфонсо XIII и королева-регент Мария Кристина передали Алькасар в ведение Военному Министерству, предназначая его исключительно для Корпуса Артиллерии. В 1898 году верхние этажи здания передаются Главному военному архиву, который находится здесь по настоящее время. В 1951 году с целью обеспечить сохранность здания создается Патронат Алькасара, а в 1953 году Алькасар был превращен в музей.

## Современное состояние
В настоящее время Алькасар остается одним из самых посещаемых туристами мест Испании и является одной из трех главных достопримечательностей Сеговии (наряду с акведуком и собором). Во дворце открыт музей, в котором выставлены мебель, интерьеры, коллекция оружия, в Королевском зале собраны все портреты королей Кастилии от легендарного Пелайо до Филлипа II (при котором резиденция королей переехала в Мадрид).
В настоящее время в Алькасаре открыты для просмотра 11 залов и самая высокая башня — башня Хуана Второго.

## Залы

### Зал старого дворца
Зал, который известен также как «Зал с венецианскими витражами», был построен во времена Альфонсо VIII. В нём сохраняются двойные оконные проёмы, через которые проникал свет в помещение, так как стена, в которой они находятся, была стеной старого дворца. Цоколи мавританского стиля, находящиеся между окон, происходят от одного из домов XIII века ближайшего района Лас Канонигас. Оформление зала дополняет коллекция доспехов немецкого стиля XV века.

### Каминный зал
Относится к перестройкам Алькасара во времена Филлипа второго. Мебель в зале — XVI века. На стенах висят портреты королей Испании Филлипа II и Филлипа III и шпалера фламандской работы XVI века на тему помолвки Богоматери и одно редкое изображение: вид Алькасара до реформы его кровель и вид на старый собор, который находился на месте нынешнего сквера Алькасара.

### Тронный зал
Один из самых интересных залов Алькасара. Портал входа из Каминного зала в Тронный зал сохранил оригинальное оформление в мавританском стиле. Восьмигранный потолок зала повторяет сгоревший в пожаре оригинал 1456 года. Под ним находится широкий фриз из резного стука, который сохранился несмотря на пожар.
Тронные кресла под балдахином с гербом Католических королей и их девиз «танто монта» были созданы в начале XX века для визитов короля Альфонсо XIII и королевы Виктории Евгении по случаю столетнего юбилея восстания в Мадриде 2 мая 1808 года.
На стенах — портреты Католических королей, которые составляют часть серии королевских портретов, заказанных королевой Изабеллой II. Портрет Изабеллы написан художником Мадрасо, а Фердинанда — художником Монтаньесом.

### Зал Галеры
Зал получил такое название из-за своего старинного потолка, выполненного из наборного дерева. Потолок имеет форму перевернутого корпуса корабля. Зал был построен в 1412 году по указанию регентши Каталины Ланкастерской в годы несовершеннолетия её сына — короля Хуана II.
Фриз — резьба по дереву мавританского стиля мудехар, по нему идут два ряда надписей: верхняя — это молитва, нижняя — данные о строительстве этого зала.
В окнах находятся два витража, один из которых изображает Энрике II со сценами смерти Педро I и Хуана I, другой — Энрике III и его семью.
На одной из стен висит картина с изображением сцены коронации королевы Изабеллы Католической, как королевы Кастилии и Леона, на площади Майор в Сеговии.

### Зал Шишек
Зал получил своё название из-за своего потолка, украшенного 392 фигурами шишек ручной работы. Оригинален фриз с элементами готики и мудехара, создан в 1452 году. Стены обтянуты камкой и украшены двумя шпалерами фламандской работы XV и XVI веков. Среди мебели выделяется бюро XVII века.

### Королевский зал
В Средние века это был самый важный зал Алькасара. На фризе представлены короли Астурии, Леона и Кастилии, начиная от легендарного Пелайо. Нумерация королей отвечает системе, принятой при Филлипе II.
Картины, которые украшают стены зала, это «Завоевание Кадиса» художника Е. Вехарано и портреты Филлипа II, копия с оригинала Тициана, и королев Анны Австрийской (супруги Филлипа II) и Изабеллы Бурбон (супруги Филлипа IV).

### Зал Шнура
Получил своё название от Францисканского шнура, который украшает стены зала, и который, в соответствии с легендой, был изображен по указу Альфонсо X Мудрого в знак покаяния за свою чрезмерную гордыню.
Согласно преданиям, король Альфонсо как-то раз сказал: «Если бы Бог при создании мира посоветовался со мной, то он вышел бы лучше!». Стоящий неподалёку монах воскликнул королю: «Ваше величество, Вы богохульствуете!..». На следующий день в Алькасаре произошёл пожар. Потрясённый король посетил келью монаха и горячо раскаялся. В знак этого события король приказал обустроить Зал Шнура в Алькасаре.
Стены зала украшает шпалера, где представлена битва при Арсиле, доска с «Благовещением» XVI века и другие доски с изображениями святых.

### Зал оружия
Зал Оружия находится под сторожевой башней и хранит коллекцию оружия разных эпох, среди которой выделяется охотничий арбалет с инкрустациями, очень похожий на тот, который держит Карл V[уточнить] на картине Лукаса Кранаха.
За маленькой дверью — замечательным образцом искусства ковки Сеговии, находится небольшое помещение со старым прессом для чеканки монеты первых Бурбонов, и два любопытных сундука для хранения ценностей.

### Часовня
В Часовне Алькасара венчался Филипп II с Анной Австрийской. На стенах часовни можно увидеть картину Бартоломе Кардучо 1600 года «Поклонение волхвов», которую удалось спасти во время разрушительного пожара 1862 года

## В популярной культуре
- «Мистер Аркадин» (1955, реж. Орсон Уэллс)

## Галерея

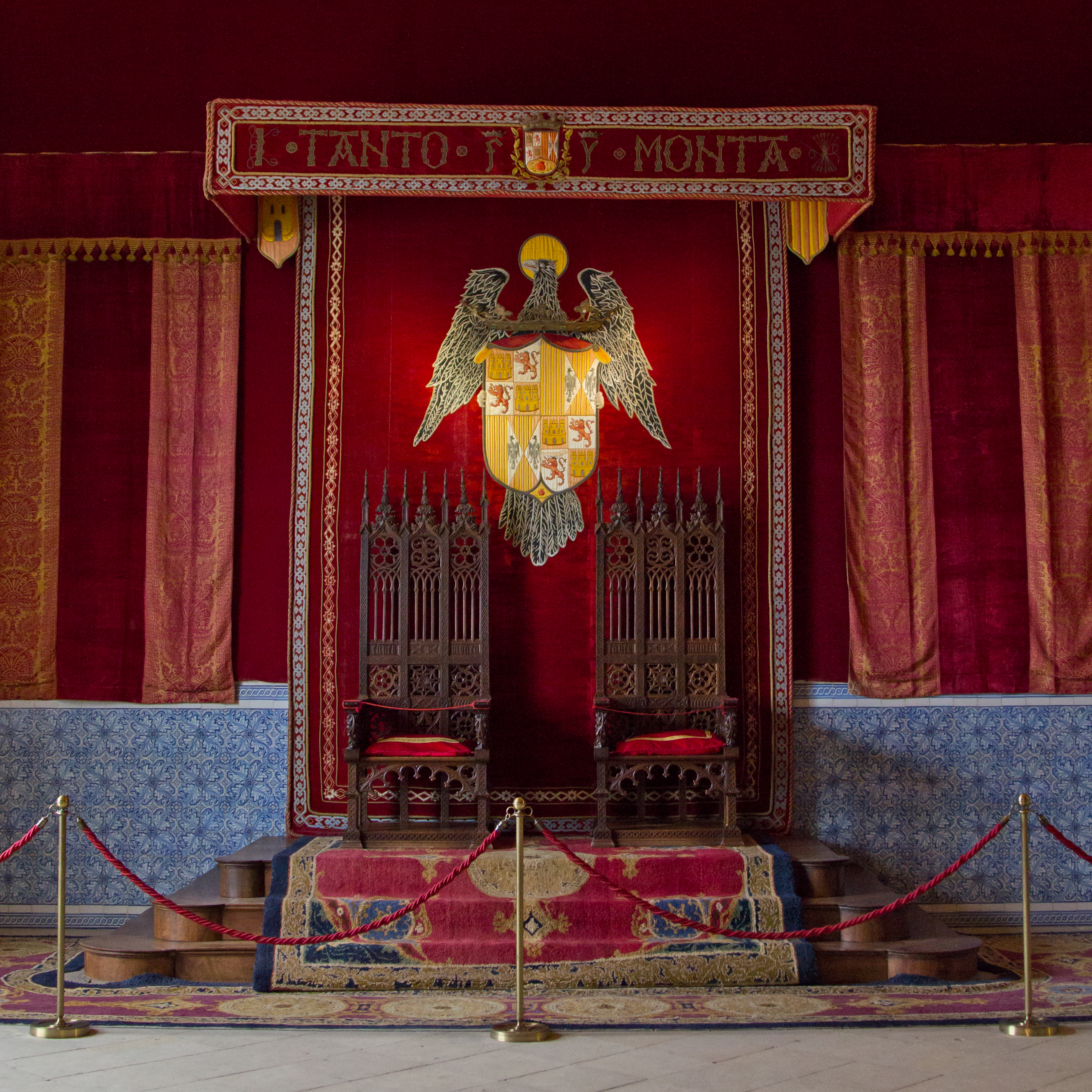
Тронный зал: троны Католических королей
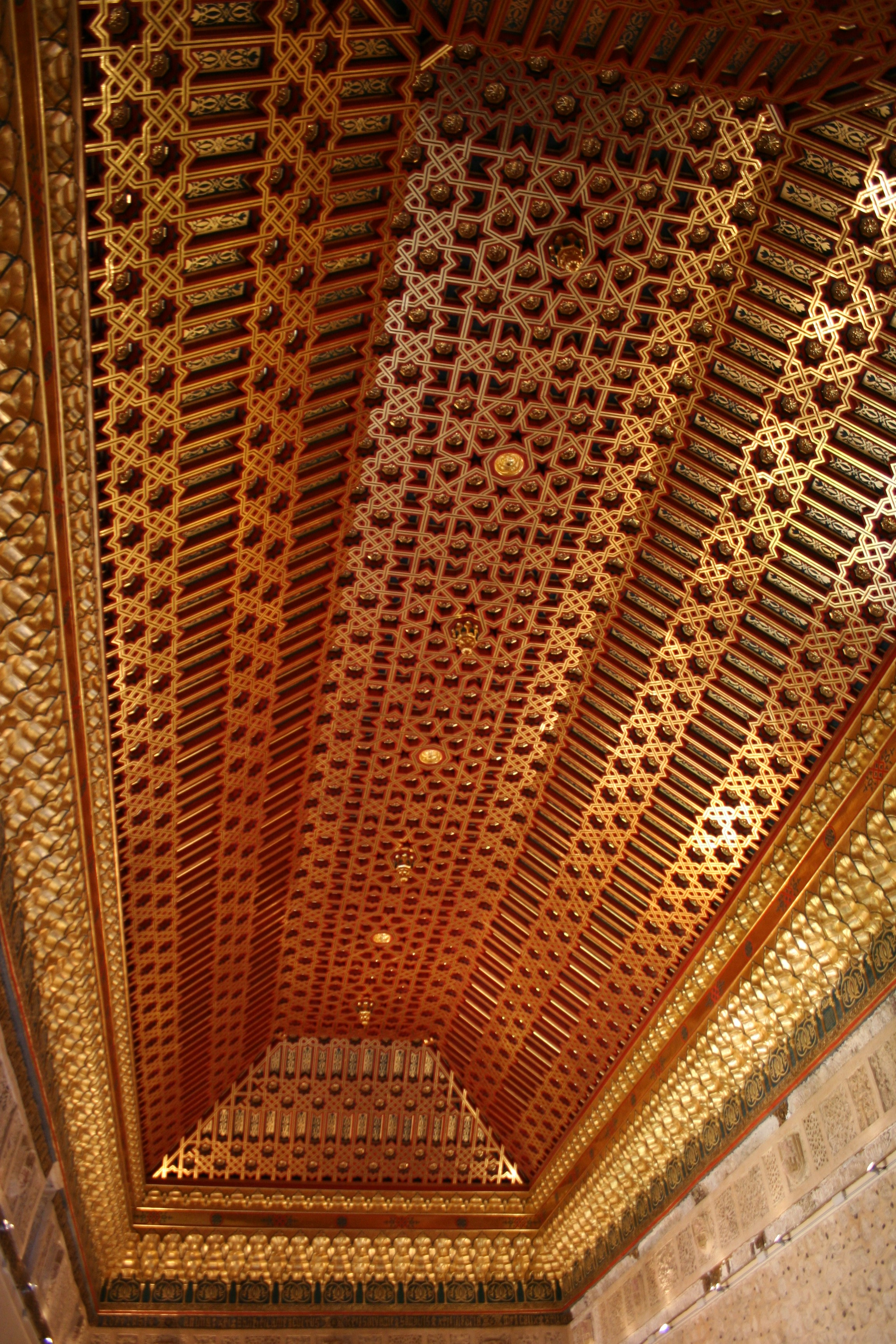
Потолок зала Галеры
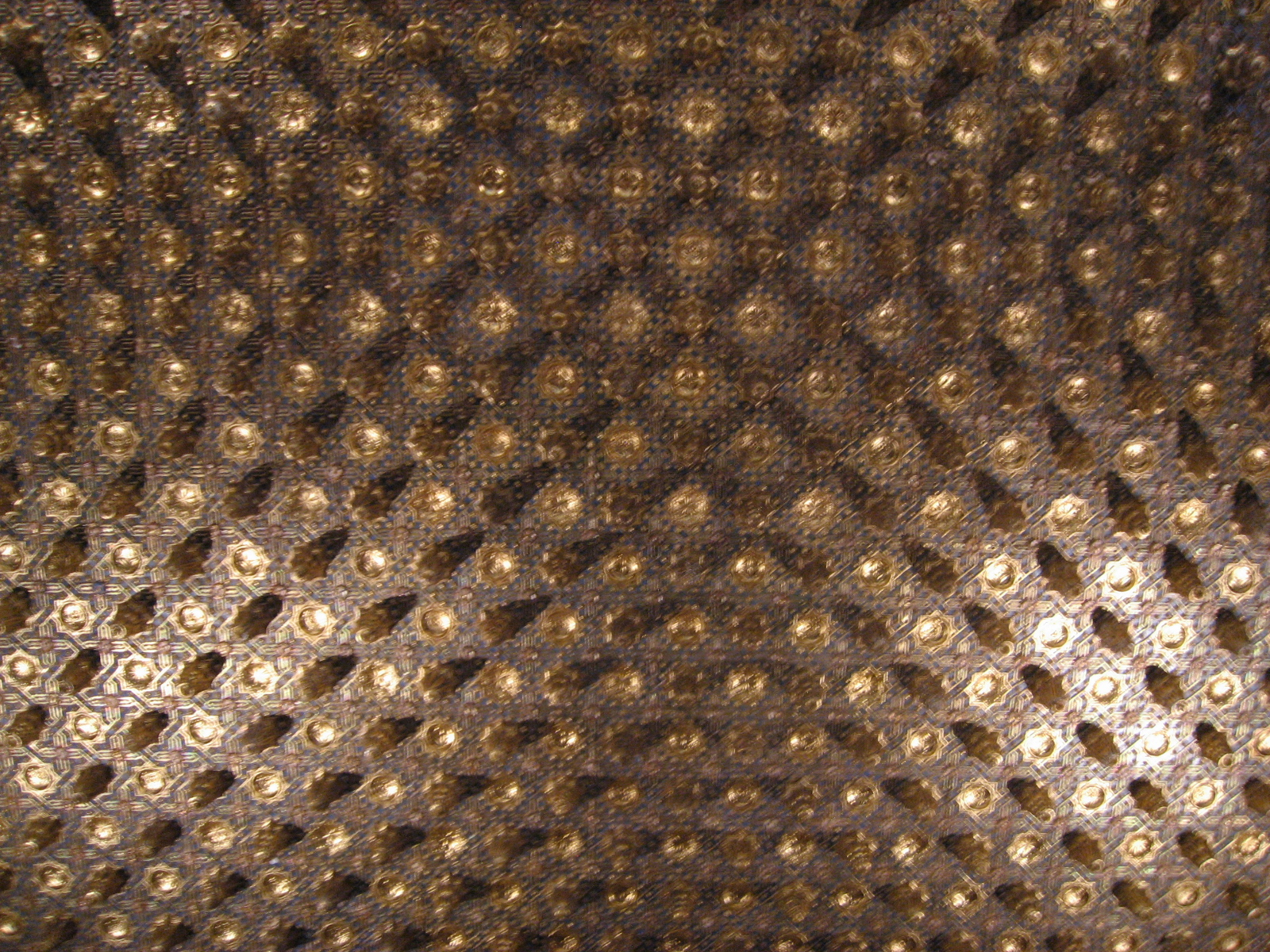
Потолок Зала Шишек
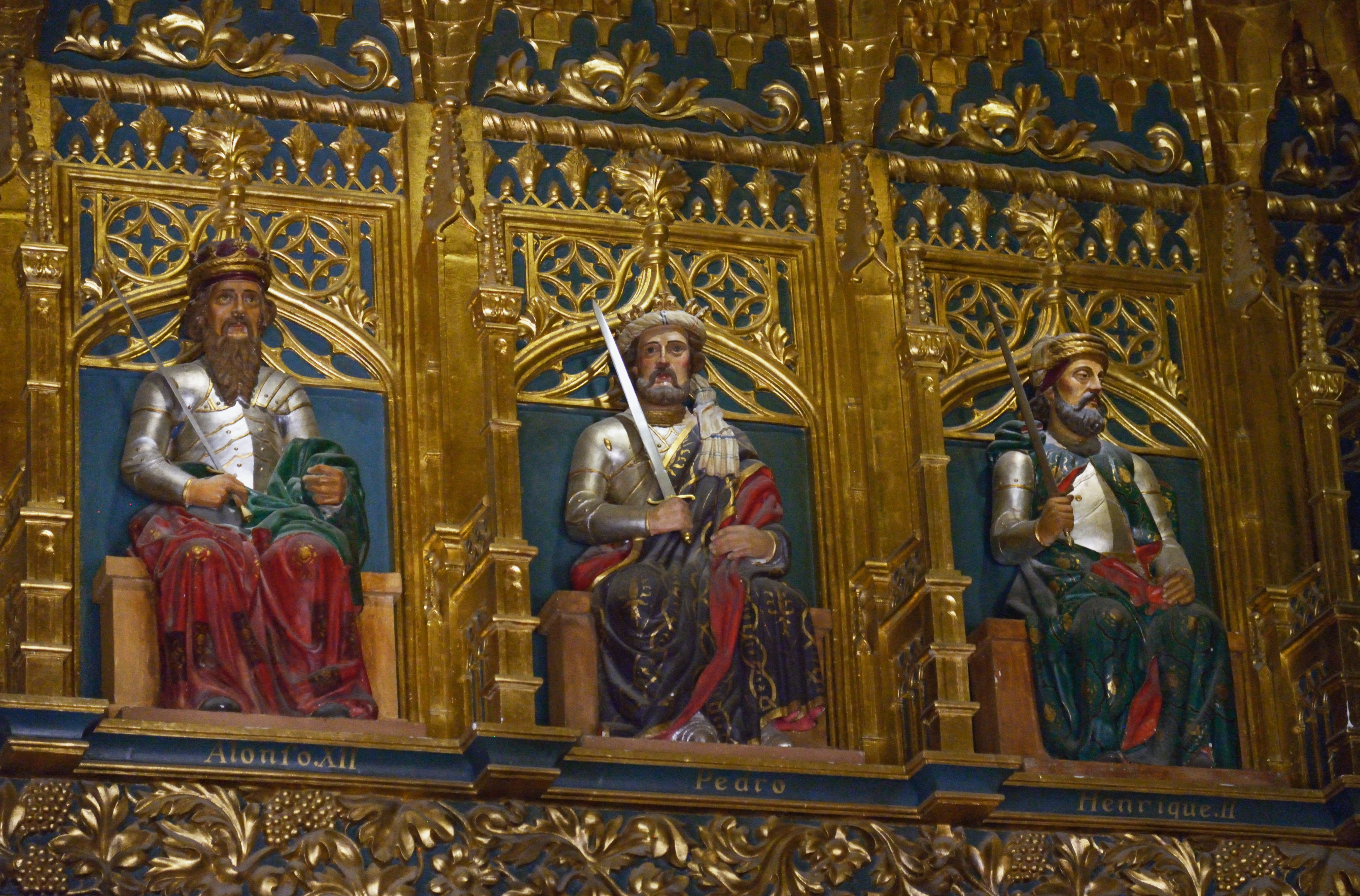
Изображения королей на фризе Королевского зала
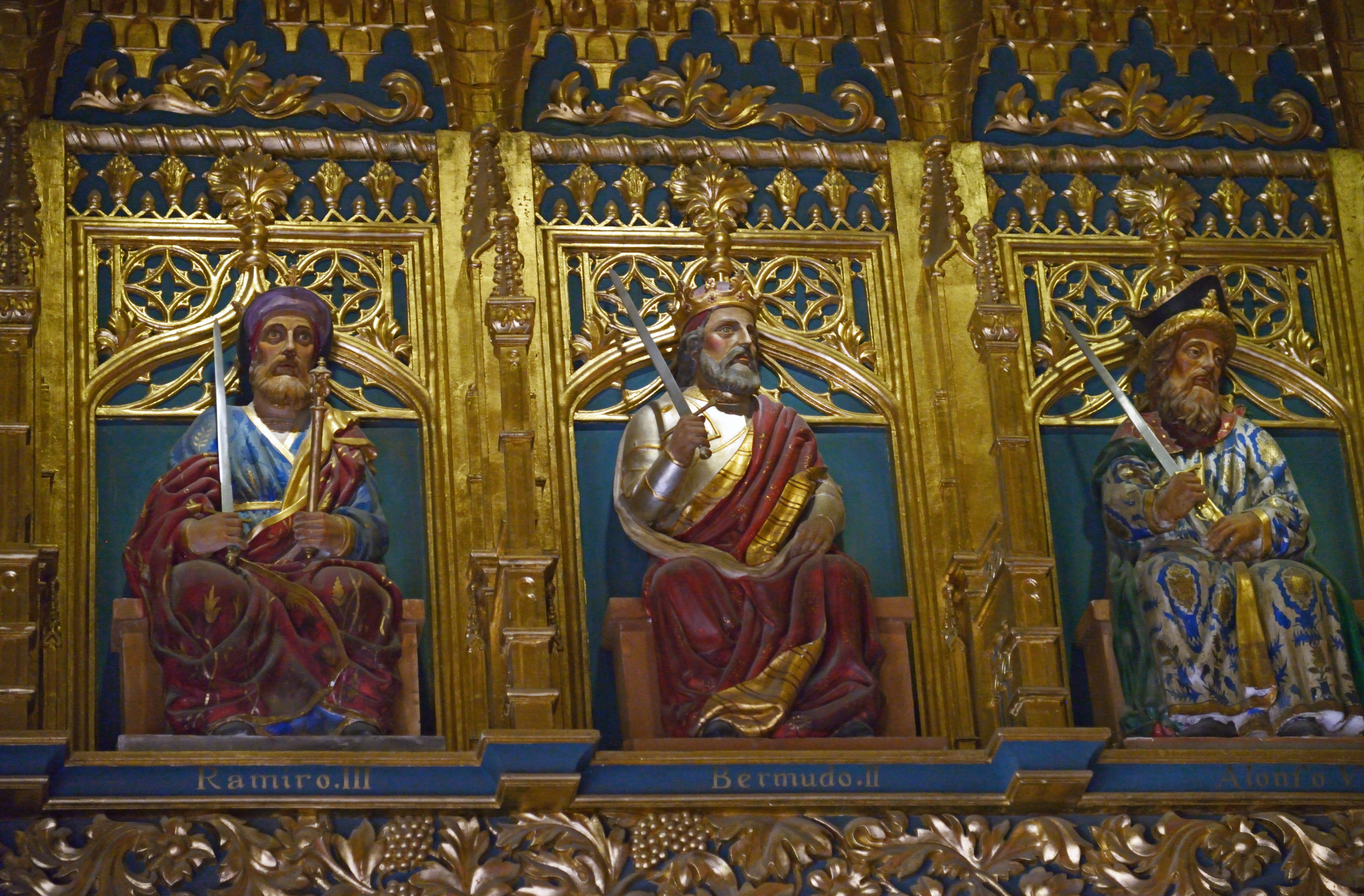
Изображения королей на фризе Королевского зала
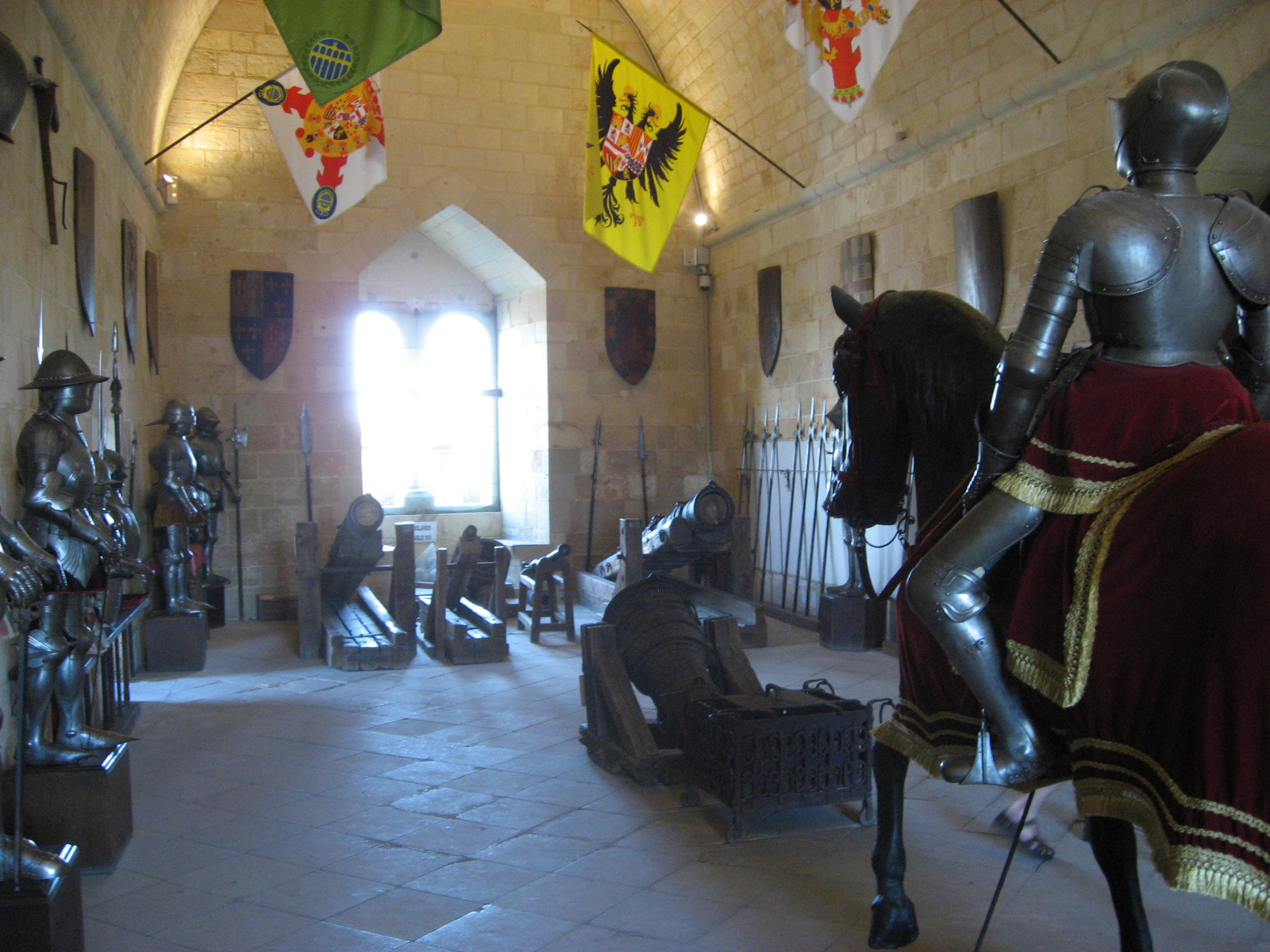
Интерьер Зала оружия
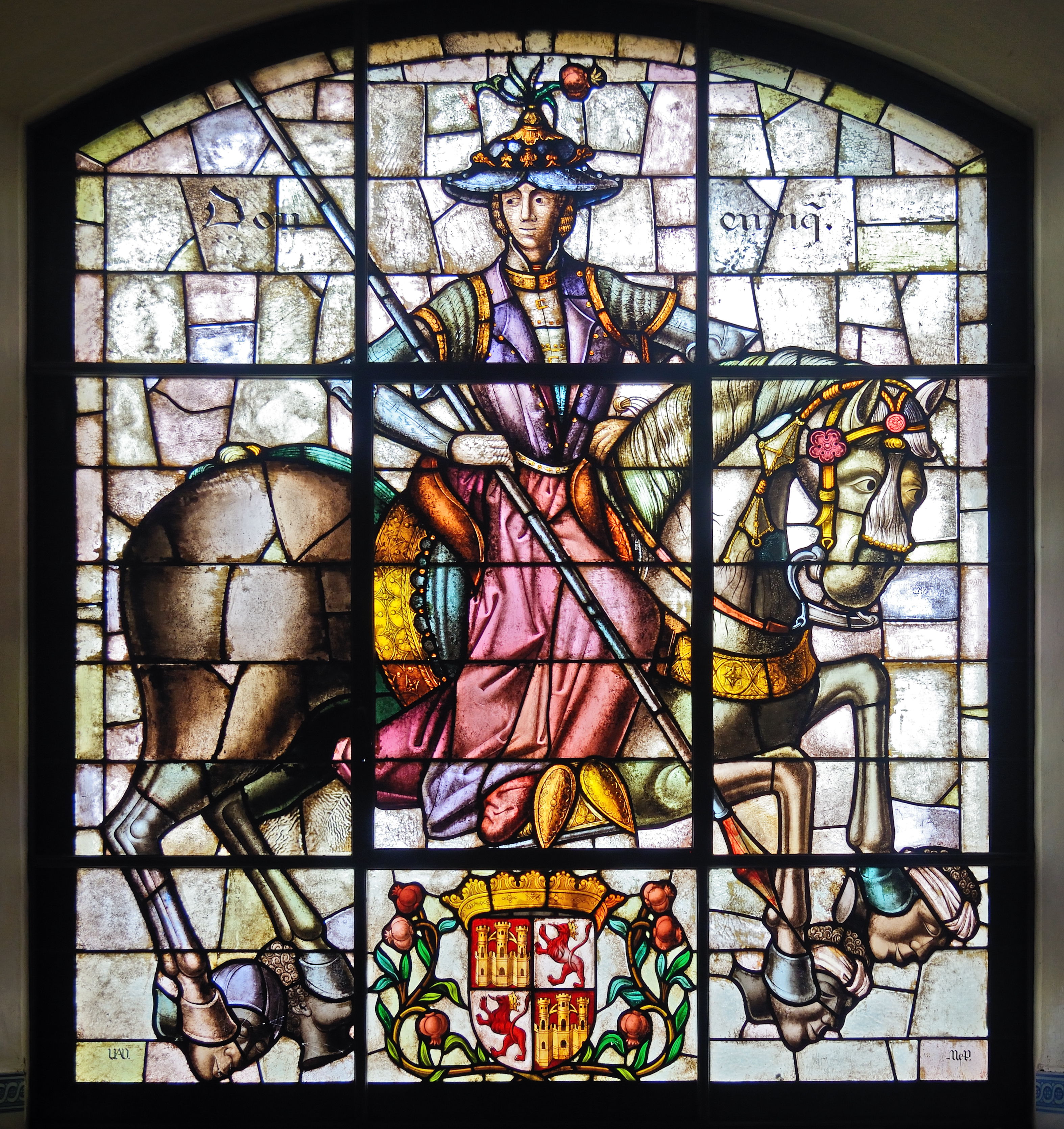
Витраж с изображением короля Энрике IV